# 音楽は何も与えてくれない
『音楽は何も与えてくれない』（おんがくはなにもあたえてくれない）は、津原泰水の随想集である。2014年、幻冬舎より四六判単行本として刊行。

## 概要
著者が長年にわたり発表してきた文章から特に音楽にまつわるものを集めた書籍で、初出は雑誌記事からブログまで多岐に亘る。収録作の選定はアップルシード・エージェンシー、ディスクユニオンによる。
装丁は著者自装。表紙に写っている楽器は全て著者の私物である。
タイトルは著者の小説作品『ブラバン』からの抜粋である。
また、『ブラバン』の自伝的エピソードに登場する、主人公（著者）が高校時代に初めて入手したエレキベースが表紙の写真に含まれている。
大まかに3部構成となっている。
「Ⅰ」は書き下ろしの半生記、「Ⅱ」は雑誌記事や近年のブログ記事からの採録、「Ⅲ」は1999年から2000年にかけてのWeb日記からの抜粋。
更に付録として、ブログ記事として執筆された音楽理論コントが採録されている。この章には、交友のある喜国雅彦により描き下ろされた漫画が挿されている。
また、「Ⅰ」の章末には、刊行当時連載中だった小説『ヒッキーヒッキーシェイク』の挿画を担当したクラウス・フォアマンからの寄稿が収載されている。